# Little Willow
Little Willow è un brano di Paul McCartney apparso nell'album Flaming Pie (1997).

## Il brano

### Storia, composizione e registrazione
Ringo Starr aveva sposato Maureen Cox, in origine parrucchiera di Liverpool, l'11 febbraio 1965 ed aveva divorziato da lei nel 1975. Dopo essersi risposata, la donna contrasse, nel 1994, la leucemia, e non servirono a nulla le tentate cure: il 30 dicembre l'ex-Beatles girl morì, lasciando Starr, che era anche lui al capezzale, "devastato". Paul McCartney, quando apprese la notizia della morte della Cox, non riusciva a pensare ad altro, per cui scrisse Little Willow al posto di una lettera, sperando così di aiutare la famiglia della donna. Macca parla di mattina.
Little Willow venne iniziata il 21 novembre 1995, lo stesso giorno della pubblicazione dell'Anthology 1; il sound di Flaming Pie era stato proprio ispirato dal progetto The Beatles Anthology. A differenza di Really Love You e Beautiful Night dello stesso album, nelle quali Ringo suona la batteria, canta nella seconda e co-scrive la prima assieme all'amico ed ex-compagno dei Beatles, su questo brano non c'è alcun suo contributo musicale, sebbene avesse riallaciato i rapporti con la Cox. L'unico altro musicista ad apparire oltre McCartney sulla traccia è Jeff Lynne, che la co-produce con l'ex-beatle.

### Pubblicazione ed accoglienza
Flaming Pie venne pubblicato il 5 maggio 1997 nel Regno Unito ed il 27 negli USA. Little Willow è l'undicesima traccia, la quarta del lato B; preceduta da Souvenir, la seguono gli altri due brani legati a Ringo Starr, quindi, nell'ordine, Really Love You e Beautiful Night. Il videoclip di questo pezzo, diretto nel 1997 dal celebre regista John Schlesinger, apparve su The McCartney Years (2007), venendo posto tra quelli di This One e Pretty Little Head; il filmato dura 3:08, quindi una manciata di secondi in più rispetto alla canzone, della durata di 2:55.
Il critico musicale Stephen Thomas Erlewine di AllMusic ha contrassegnato Little Willow come uno dei numeri migliori di McCartney apparsi su Flaming Pie, ed ha affermato che è uno dei momenti "dolci" del disco in cui Macca lavora su "piccola scala", contrapponendosi a giganteschi arrangiamenti di altre canzoni od a brani ben più rock. Il sito Sputnikmusic annovera invece questo pezzo come uno dei tesori nascosti "fino al primo ascolto" dell'album, mentre Altrockchick afferma che si tratta di una bella canzone commovente, delicata e toccante sul tema della morte, difficile da capire per i bambini di Maureen Cox; mentre i tre figli avuti dal matrimonio con Starr erano tutti ventenni al momento della morte della madre, Augusta, la figlia di secondo letto, avuta con Isaac Tigrett, aveva soli sette anni.

## Formazione
- Paul McCartney: voce, cori, chitarra acustica, chitarra elettrica, chitarra spagnola, basso elettrico, pianoforte, clavicembalo, armonium, mellotron, effetti percussivi
- Jeff Lynne: cori, clavicembalo elettrico[1]